# Claude Bourgelat

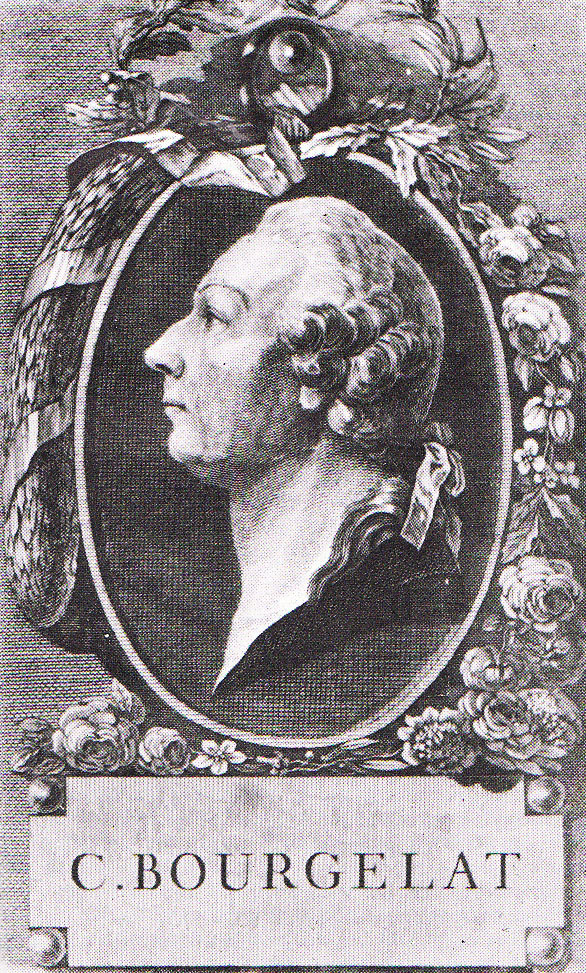
Vignette mit einem Porträt Bourgelats als Titelkupfer seines Werkes Traité de la conformation extérieure du cheval (4. Auflage, 1797, und folgende).

Claude Bourgelat (* 27. März 1712 in Lyon; † 3. Januar 1779 in Paris) war ein französischer Autor von Fachbüchern zur Hippologie sowie von 1764 bis zu seinem Tod der führende königliche Beamte für die Bereiche der Pferdezucht und Tiermedizin in Frankreich. Als Gründer mehrerer veterinärmedizinischer Lehrstätten gehört er zu den Pionieren des tiermedizinischen Unterrichts in Europa.
Ursprünglich als Anwalt in Lyon tätig, übernahm Bourgelat im Jahr 1740 die Leitung der dortigen Reitakademie. Vier Jahre später erschien unter dem Titel Nouveau Newcastle seine erste Veröffentlichung, in der Bourgelat sich mit der Reitkunst auseinandersetzte. Breitere Bekanntheit erlangte er mit den zwischen 1750 und 1753 in drei Bänden erschienenen Eléments d’hippiatrique, denen eine Reihe von Schriften zur Morphologie, Anatomie und medizinischen Behandlung von Pferden folgte. Als einer der Hauptbeitragenden zur Encyclopédie steuerte Bourgelat mehr als 235 Artikel für die zwischen 1755 und 1757 erschienenen Bände fünf bis sieben bei. Er stellte seine Mitarbeit nach dem Verbot des Werkes durch die katholische Kirche und dem Ausscheiden seines Freundes d’Alembert aber ein.
Seine Beziehungen zum Vorsitzenden der königlichen Zensurbehörde Malesherbes und zu Henri-Léonard Bertin, dem Intendanten von Lyon und späteren Generalkontrolleur der Finanzen, brachten Bourgelat eine Reihe von einträglichen Staatsämtern ein. Während seiner Zeit in Lyon war er königlicher Zensor und Kontrolleur des Buchhandels der Stadt. Im Jahr 1764 wurde er zum Generalinspekteur der französischen Schulen für Tiermedizin und zum Generalkommissar der königlichen Gestüte ernannt.
Zu Bourgelats größten Verdiensten gehört die 1761 erfolgte Gründung der weltweit ersten veterinärmedizinischen Schule, der École nationale vétérinaire de Lyon. Zusammen mit der ebenfalls von Bourgelat gegründeten École royale vétérinaire d’Alfort beeinflusste sie andere Einrichtungen ihrer Art in ganz Europa. Sein 1777 unter dem Titel Règlemens pour les Écoles royales vétérinaires de France veröffentlichtes Regelwerk für veterinärmedizinische Schulen wurde zum Vorbild für die Organisation des tiermedizinischen Unterrichts in und außerhalb Frankreichs.

## Leben und Werk

### Herkunft, Jugend und Ausbildung

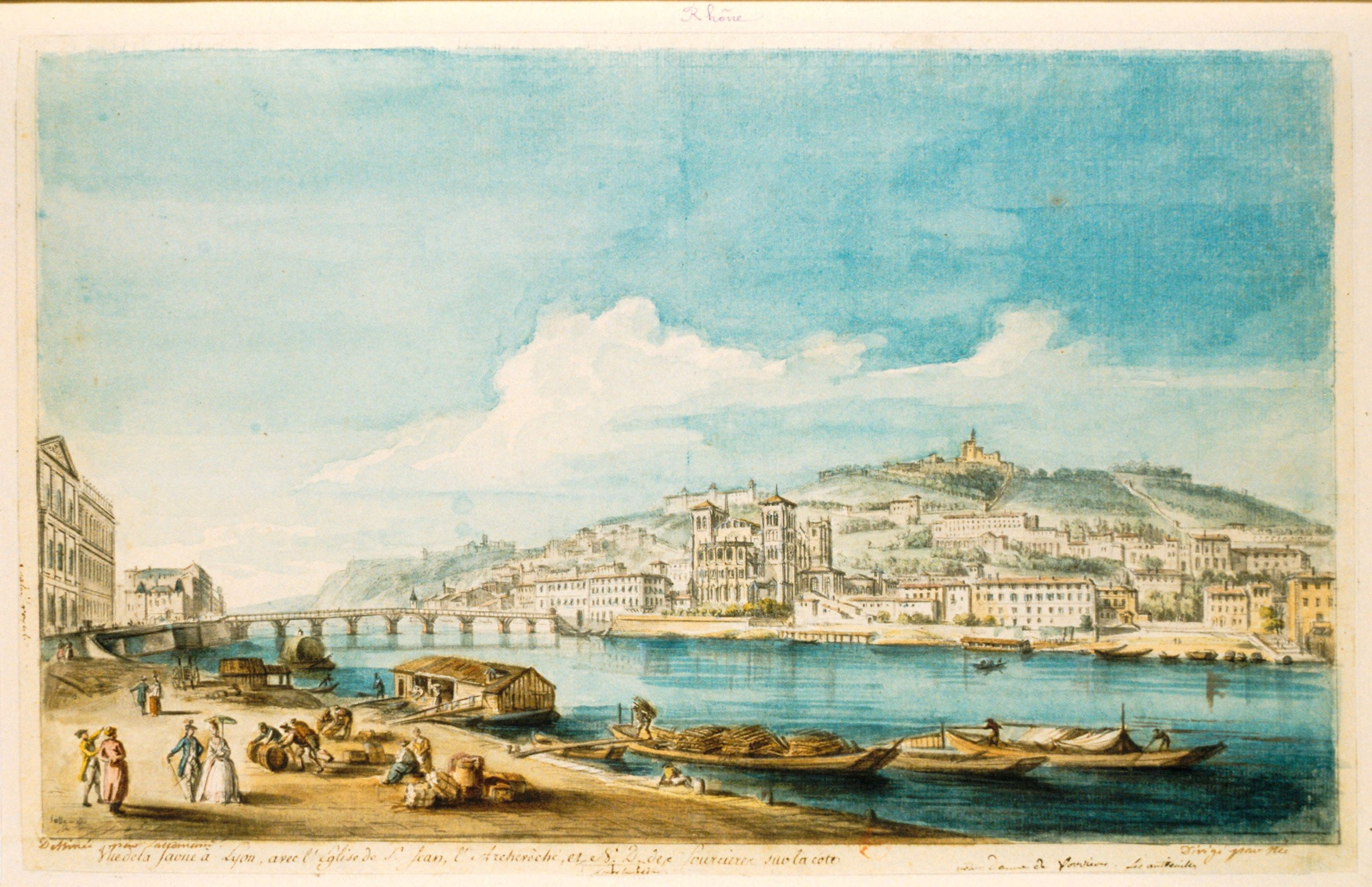
Blick auf Lyon im 18. Jahrhundert.

Claude Bourgelat kam 1712 als jüngstes Kind des Kaufmanns Charles-Pierre Bourgelat und dessen zweiter Ehefrau Geneviève, geborene Terasson, in Lyon zur Welt. Sein Vater stammte aus dem kleinen Ort Bélesta im heutigen Département Haute-Garonne und stieg nach seiner Übersiedlung nach Lyon (um 1682) vom Buchhalter zu einem der führenden Tuchhändler der Stadt auf. In den Jahren 1706 und 1707 war Bourgelats Vater Angehöriger des Magistrats der Stadt Lyon (échevin) und führte als solcher den Adelstitel eines écuyer. Als Charles-Pierre Bourgelat im Jahr 1719 starb, hinterließ er einen Sohn aus erster Ehe und neben Claude drei Töchter aus zweiter Ehe. Claudes Mutter starb bereits vier Jahre später, so dass Claude den Rest seiner Jugend bei seinem Großvater mütterlicherseits, dem Anwalt (procureur) Louis Terrasson aufwuchs.
Die Zeit nach dem frühen Tod seiner Eltern war von einem langwierigen gerichtlichen Streit um das väterliche Vermögen geprägt, den Claude mit seinem älteren Stiefbruder Barthélemy und dessen Frau Françoise-Julien führte. Als diese Auseinandersetzung im Jahr 1728 schließlich beigelegt werden konnte, war ein Teil des Erbes durch die Gerichtskosten aufgezehrt.
Die genauen Umstände der Ausbildung Bourgelats sind bis heute nicht hinreichend gesichert. Die Mehrzahl seiner Biografen folgt einem im Jahr 1805 veröffentlichten Bericht Louis Furcy Grogniers, nach dem Bourgelat zunächst eine Jesuitenschule besuchte, dann ein Studium der Rechtswissenschaften in Toulouse aufnahm, anschließend in Grenoble als Anwalt tätig war, sich aufgrund moralischer Bedenken aber von diesem Beruf abwandte und in ein Musketierregiment eintrat. Bourgelats Dienstzeit bei den königlichen Musketieren wird allerdings lediglich durch ein Dokument im Archiv des Départements Rhône gestützt, in dem ein Soldat gleichen Namens erwähnt wird; die Angaben zu seinem Studium in Toulouse und seiner angeblichen Tätigkeit als Anwalt in Grenoble werfen bis heute Fragen auf.
Auch wenn bislang keine Belege für ein Studium in Toulouse aufgetaucht sind, verfügte Bourgelat offenbar über eine juristische Ausbildung, denn ab dem Jahr 1733 wurde sein Name in der Liste der Anwälte von Lyon geführt – eine Tätigkeit, die er schon nach kurzer Zeit wieder aufgab. Nach einem Bericht Philibert Chaberts, seinem späteren Nachfolger als Direktor der École royale vétérinaire d’Alfort, soll Bourgelat seine Entscheidung als Konsequenz aus einem Gerichtsverfahren gezogen haben, bei dem er als Ankläger aufgetreten war. Bourgelat habe einen Prozess gegen eine Witwe geführt, die durch sein Zutun zu Unrecht verurteilt wurde und ihr weiteres Leben in Armut fristen musste. Die Einsicht in das geschehene Unrecht habe Bourgelat nicht ertragen und deshalb seinen Beruf als Jurist aufgegeben.

### Tätigkeit an derAcadémie d’équitationund erste Veröffentlichungen

#### Berufung zum Leiter der Reitakademie von Lyon
Am 29. Juli 1740 übernahm Bourgelat die Leitung der Reitakademie (Académie d’équitation) von Lyon, an der junge Adelige neben dem Reiten auch Mathematik, Musik, gute Manieren und Fertigkeiten im Umgang mit Waffen lernten. Warum gerade er auf diesen Posten berufen wurde, ist unklar. Bourgelat war bei seinem Amtsantritt gerade achtundzwanzig Jahre alt und hatte zu diesem Zeitpunkt noch nichts vorzuweisen, was ihn für die Berufung auf einen solch herausgehobenen Posten qualifiziert hätte. Die Reitakademie von Lyon galt als eine der besten des französischen Königreiches und das Amt eines Leiters der Akademie dürfte äußerst begehrt gewesen sein. Bourgelats Biograf Marc Mammerickx vermutet, dass dieser von der Fürsprache einflussreicher Freunde seiner Familie profitierte, unter ihnen André Périchon, Oberstaatsanwalt von Lyon und Namensvetter des Taufpaten Bourgelats, Claude Périchon, dessen Vornamen Bourgelat trug.

#### Nouveau Newcastle
Vier Jahre nach seinem Amtsantritt erschien unter dem Titel Le nouveau Newcastle Bourgelats erste Veröffentlichung, in der dieser sich mit der Reitkunst auseinandersetzte. Mit dem Titel bezog Bourgelat sich auf das 1658 erstmals erschienene und überaus erfolgreiche Standardwerk zur Reitlehre Méthode et invention nouvelle de dresser les chevaux (dt. Die neue Art, Pferde zuzureiten) des 1. Herzogs von Newcastle. Mit dem Zusatz nouveau (dt. neu) bedeutete Bourgelat dem Leser implizit, dass sein Buch noch besser sei als das des Herzogs. Dies war eine zu jener Zeit nicht selten geübte Praxis; auch Bourgelats Zeitgenosse François-Alexandre-Pierre de Garsault versuchte, mit dem Titel Nouveau parfait maréchal (dt. Neuer perfekter Stallmeister) an die Erfolge des Parfait maréchal (dt. Perfekter Stallmeister) seines Vorbilds Jacques de Solleysel anzuknüpfen. Im Falle Bourgelats war dieser Schachzug jedoch zunächst nicht erfolgreich – erst mit dem Erscheinen der zweiten Auflage im Jahr 1747 erlangte der Nouveau Newcastle breitere Bekanntheit.

#### Elémens d’hippiatrique

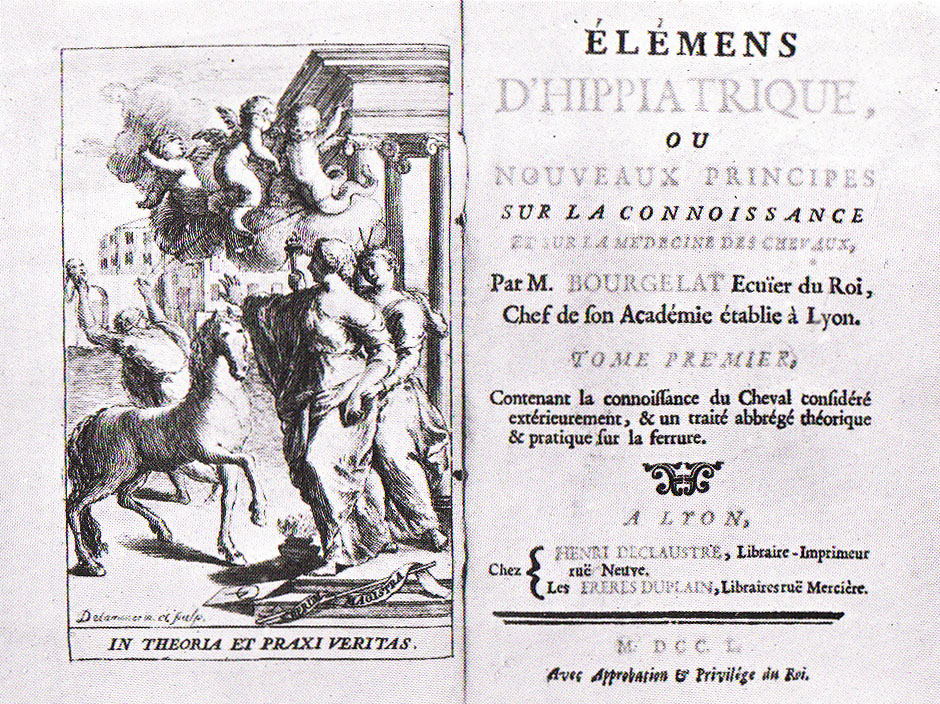
Frontispiz und Titel des ersten Bandes der Elémens d’hippiatrique, Lyon 1750.

Mit seiner nächsten Veröffentlichung, dem 1750 erschienenen ersten Band des Werkes Elémens d’hippiatrique (dt. Bestandteile der Pferdeheilkunst), wandte Bourgelat sich einem neuen Themenfeld zu, das ihn für den Rest seines Lebens beschäftigen sollte. Es handelte sich um eine wissenschaftliche Abhandlung zur Morphologie und Anatomie von Pferden. Damit vollzog sich ein entscheidender Wandel in der Interessenlage Bourgelats hin zu einer Auseinandersetzung mit der Pferdeheilkunst.
In den Elémens d’hippiatrique übertrug Bourgelat Erkenntnisse aus dem Bereich der Humanmedizin auf den der Pferdemedizin. Dabei bezog er sich explizit auf die Arbeiten Jean-Baptiste Charmettons, eines Chirurgen und Anatomen aus Lyon. Als weitere Quelle gibt er die Anatomia del cavallo, infermita et suoi rimedii des Italieners Carlo Ruini aus dem 16. Jahrhundert an, die eine weite Verbreitung gefunden hatte und über den Umweg einer von François Garsault besorgten Übersetzung eines Werkes zur Anatomie von Andrew Snape in Frankreich bekannt geworden war. Insbesondere Ruinis Tafeln mit anatomischen Studien zum Pferd waren bis dahin in zahlreichen Werken anderer Autoren reproduziert worden. Bourgelat kritisierte Ruini heftig und dies wohl, wie Mammerinckx vermutet, um die eigentliche Quelle seiner Anatomiekenntnisse zu verschleiern. Seinen eigenen Forschungsanteil betonte Bourgelat mit dem Hinweis auf Obduktionen an Pferden, die er in Lyon durchführte. Obwohl er unterstrich, dass er mit der einen Hand das Skalpell führte und mit der anderen Hand Skizzen anfertigte, stammt keine der anatomischen Tafeln in den Elémens d’hippiatrique aus seiner Feder.
Im Jahr 1751 erschien der erste Teil des zweiten Bandes, in dem Bourgelat sich mit der Osteologie (Knochenlehre), der Myologie (Muskellehre) und der Angiologie (Gefäßlehre) beschäftigte. 1753 folgte der zweite Teil des zweiten Bandes zur Anatomie des Pferdekopfes und der Pferdebrust. Im ersten Teil des zweiten Bandes hatte Bourgelat weitere Bände angekündigt, in denen er sich mit den inneren und äußeren Krankheiten der Pferde, mit Pferdehygiene und der Medikation von Pferdekrankheiten auseinandersetzen wollte. Diese Bände sind nie erschienen; gleichwohl griff Bourgelat viele Ansätze der Elémens d’hippiatrique in späteren Werken wieder auf.
Die Elémens d’hippiatrique bildeten den Auftakt zur Wirkung Bourgelats außerhalb Frankreichs. Schon ein Jahr nach dem Druck des letzten Bandes erschien in London eine Übersetzung ins Englische durch Richard Berenger. Im selben Jahr veröffentlichte Berenger auch eine Übersetzung des Nouveau Newcastle. In der akademischen Welt wurde Bourgelats Leistung durch die Aufnahme als korrespondierendes Mitglied in die Académie royale des sciences (1752) und später auch in die Preußische Akademie der Wissenschaften (1763) gewürdigt.

### Beiträger zurEncyclopédie

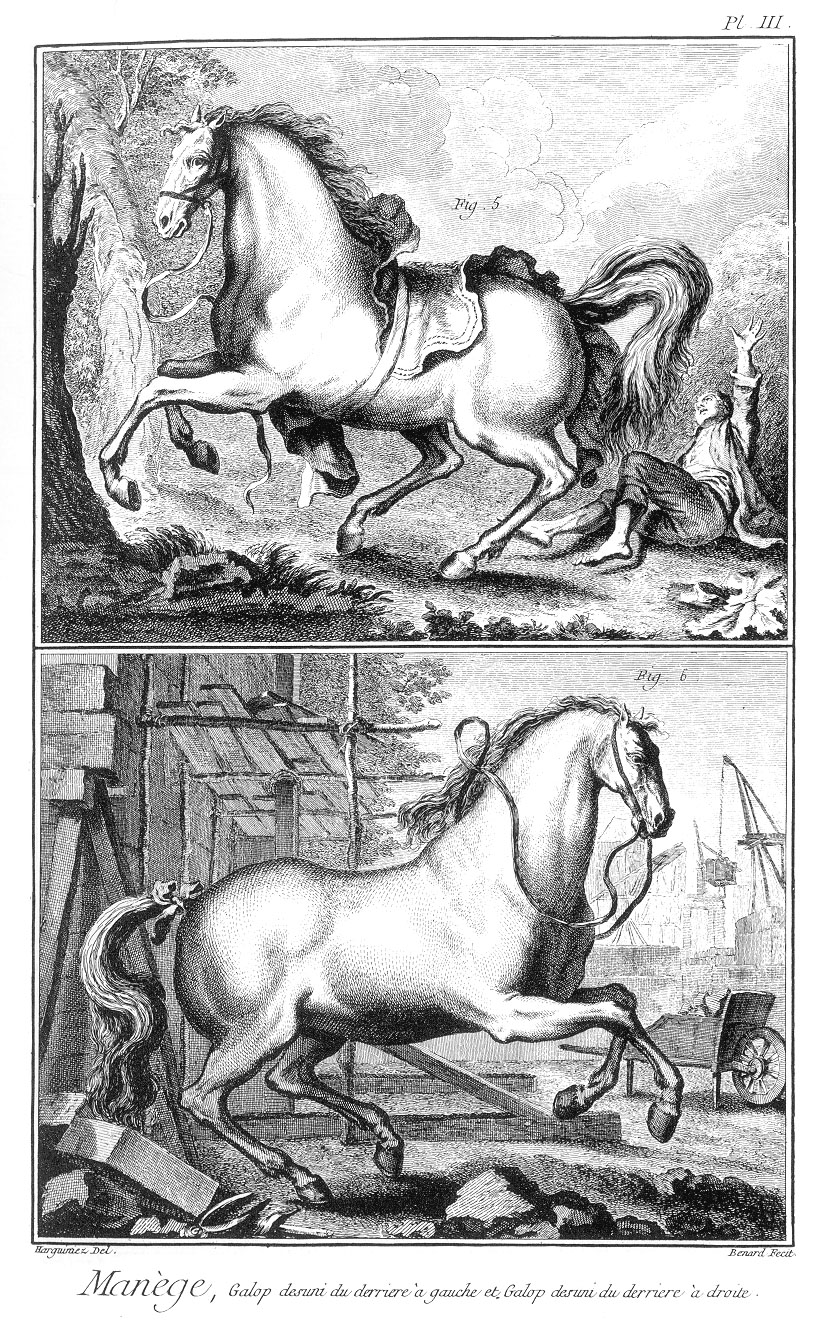
Tafel zum Kreuzgalopp (Manège, Galop desuni du derriere à gauche et Galop desuni du derriere à droite) aus dem 1769 erschienenen sechsten Tafelband der Encyclopédie.

Mit der Publikation der Elémens d’hippiatrique hatte Bourgelat sich einen Namen auf dem Gebiet der Pferdewissenschaften gemacht. Seine Aufnahme in die Académie royale des sciences hatte ihm zudem offizielle Anerkennung zuteilwerden lassen. Dies alles machte ihn zu einem geeigneten Kandidaten für die Mitarbeit an der 1751 begonnenen Encyclopédie.
Ein auf den 17. Juni 1754 datierter Brief Bourgelats an den Vorsitzenden der obersten Zensurbehörde und Förderer des Lexikonprojektes Malesherbes belegt, dass Bourgelat sich bereits vor der Veröffentlichung von Artikeln unter seinem eigenen Namen an der Encyclopédie beteiligte:
| J’ay reçu déjà longtemps, Monsieur, les articles concernant le manège et l’hippiatrique qui vous ont été remis par M. Diderot et que vous m’avés fait l’honneur de m’envoyer. J’ay examiné avec encor plus de soin que je n’avois fait ceux qui sont renfermés dans les trois premiers volumes et je me trouve forcé de supprimer en entier l’ouvrage EN… et de travailler sur un nouveau plan. Dans quelques temps je communiqueray quelques articles nouveaux et d’autres que j’auray retouché. | Schon vor geraumer Zeit, Monsieur, erhielt ich Artikel zu den Bereichen Reitkunst und Pferdewissenschaften, die Ihnen von Monsieur Diderot ausgehändigt wurden und die Sie mir freundlicherweise zusandten. Ich habe sie mit noch größerer Sorgfalt als diejenigen der ersten drei Bände geprüft und mich gezwungen gesehen, den gesamten Lemmabereich EN… zu verwerfen und neu zu schreiben. In nächster Zeit werde ich Ihnen einige der neuen und überarbeiteten Artikel zusenden. |

Zunächst kam Bourgelat also die Aufgabe zu, die Artikel seines Vorgängers Marc-Antoine Eidous zu prüfen und gegebenenfalls zu korrigieren. Aus der Tatsache, dass seiner Prüfung ganze Lemmabereiche nicht standhielten, erwuchs offenbar die Entscheidung, ihm den Themenbereich gänzlich anzuvertrauen. Im Vorwort zum 1755 erschienenen fünften Band der Encyclopédie wurde er als neuer Autor aller Einträge zur Reitkunst, Pferdemedizin und verwandter Themen vorgestellt:
| L’Encyclopédie vient de faire une excellente acquisition en la personne de M. Bourgelat […]. Il veut bien nous donner, à commencer à la lettre E, tous les articles qui concernent le Manège, la Maréchalerie et les Arts relatifs. […] Les conoissances profondes de M. Bourgelat, dans la matière dont il s’agit, nous répondent du soin avec lequel ces articles ont été faits; ils sont marqués d’un (e) | Die Encyclopédie hat einen ausgezeichneten Zugewinn in der Person von Monsieur Bourgelat gemacht […] Ab dem Buchstaben E wird er alle Artikel zur Reitkunst, Pferdemedizin und verwandter Künste beisteuern. […] Das profunde Wissen von Monsieur Bourgelat in diesem Bereich liegt der Sorgfalt zugrunde, mit der diese Artikel geschrieben sind; sie sind mit (e) gekennzeichnet. |

Besonders enge Beziehungen pflegte Bourgelat mit d’Alembert. Nachdem dieser im Verlauf einer Sitzung der Literarischen Gesellschaft von Lyon (Société littéraire de Lyon) von dem Jesuiten C.-P. Tolomas – unter anderem – wegen seiner Aussagen zum französischen Schulsystem im Artikel Collège angegriffen worden war, verteidigte Bourgelat seinen Freund d’Alembert öffentlich. An Malesherbes schrieb er in diesem Zusammenhang, Tolomas habe „fünf Viertelstunden lang in sehr schlechtem Latein einen Sturzbach an Beleidigungen gegen die Encyclopédie und alle Enzyklopädisten erbrochen“ und fügte hinzu: „Ich widme mich [der Arbeit an] der Encyclopédie mit mehr Freude als jemals zuvor“.
Niederschlag fand diese Begeisterung Bourgelats für die Encyclopédie in mehr als 235 Artikeln, die er zu den Bänden fünf, sechs und sieben beisteuerte. Eine breit angelegte Untersuchung zu seinen Beiträgen steht noch aus, fest steht aber, dass Bourgelat sich nicht allein traditioneller Pferdethemen wie etwa Galopp (Galop) oder Hufbeschlag (Ferrure) annahm, sondern auch Beiträge zu Stichworten wie Epilepsie (Épilepsie) oder Fieber (Fièvre) beisteuerte.
Bourgelats Mitarbeit an der Encyclopédie endete mit Abschluss des siebten Bandes. In einem auf den 1. Mai 1759 datierten Brief an Friedrich Melchior Grimm verdächtigte Diderot ihn, den weiteren Druck des Werkes in Paris zu torpedieren und gemeinsam mit d’Alembert zu planen, die Encyclopédie fortan unter dem Schutz Friedrichs II. in Preußen erscheinen zu lassen. Dass Bourgelat seine Mitarbeit mit dem siebten Band beendete, verwundert allerdings wenig, denn im Jahr 1757 war er zum Inspekteur der königlichen Gestüte in der Region Lyon ernannt worden und musste nach der 1759 erfolgten Eintragung der Encyclopédie in den Index Librorum Prohibitorum befürchten, dieses Amt bei Fortsetzung seiner Mitarbeit wieder zu verlieren.

### Königlicher Zensor und Kontrolleur des Buchhandels von Lyon

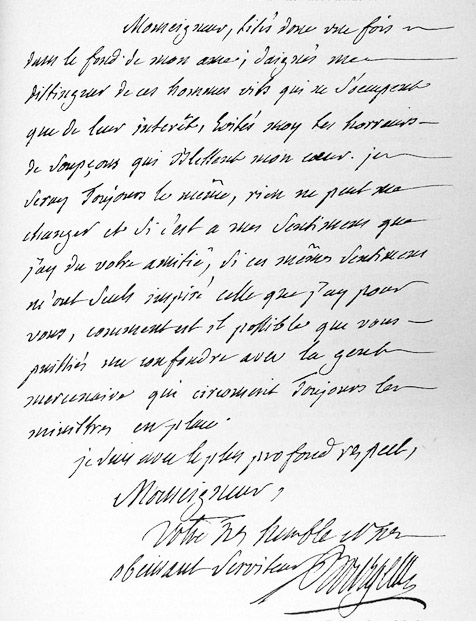
Letzte Seite eines auf den 22. Juli 1771 datierten Schreibens Bourgelats an seinen Förderer Bertin, der ihm mehrere Male einträgliche offizielle Posten im Staatsdienst verschaffte.

Seine enge Beziehung zu Malesherbes brachte Bourgelat die Ernennung zum Zensor ein. Als solcher war er für die Durchsicht von Buchmanuskripten zuständig und erteilte oder entzog – je nach Ergebnis der Prüfung – das königliche Druckprivileg. Wie sein Förderer Malesherbes übte Bourgelat sein Amt nicht mit letzter Strenge aus – ein Grund, warum Malesherbes seinem Protegé gerne die Werke seiner Freunde zur Prüfung zuteilte.
Gemeinsam mit Henri-Léonard Bertin, der Bourgelat 1757 in seiner damaligen Funktion als Intendant von Lyon zum Gestütsinspekteur gemacht hatte, verschaffte Malesherbes ihm Anfang des Jahres 1760 den Posten eines Aufsehers über den Buchhandel von Lyon (inspecteur de la librairie de Lyon). Als solcher hatte Bourgelat die Aufgabe, Buchsendungen zu kontrollieren sowie die Verleger und Drucker der Stadt zu überwachen.
Bourgelats erste Amtshandlung war die Jagd nach einem gegen die Madame de Pompadour gerichteten Pamphlet. Ob ihn dabei deren einstige Förderung von Autoren wie Diderot oder d’Alembert antrieb, ist nicht belegt – sicher ist nur, dass Bourgelat sich seiner Aufgabe mit äußerstem Eifer widmete. Nach eigener Aussage ließ er die Buchhandlungen von Lyon bis in den letzten Winkel durchsuchen, arbeitete selbst nachts und verstieg sich zuletzt zur Annahme, ein jüdischer Buchhändler könne die Quelle allen Übels sein. Bei seiner Suche nach Beweisen stützte er sich auf geheime Informanten und zog sogar eine nächtliche Razzia in allen von Juden bewohnten Häusern Lyons in Betracht.
Mit den Werken führender Philosophen und Enzyklopädisten ging er schonungsvoller um. Als der Genfer Verleger Gabriel Cramer im Jahr 1763 versuchte, den anonymen Traité sur la tolérance nach Lyon einzuführen, ließ Bourgelat das Werk bereits beim Zoll abfangen – vermutlich, weil er nicht wusste, dass der Autor des Werkes Voltaire war. Als d’Alembert auf Bitten Voltaires in den Fall eingriff, entschuldigte sich Bourgelat bei Voltaire. Daraufhin normalisierte sich ihr Verhältnis und am Ende tauschten beide eine Reihe herzlicher Briefe aus.
Moderne Kommentatoren halten mit ihrer Kritik an diesem Teil der Biografie Bourgelats nicht zurück. In seinem 1988 veröffentlichten Buch The encyclopedists as individuals kritisiert Frank Arthur Kafker die Scheinheiligkeit und den Opportunismus Bourgelats: „There was more than a touch of hypocrisy and opportunism in Bourgelat“.

### Gründung von veterinärmedizinischen Schulen

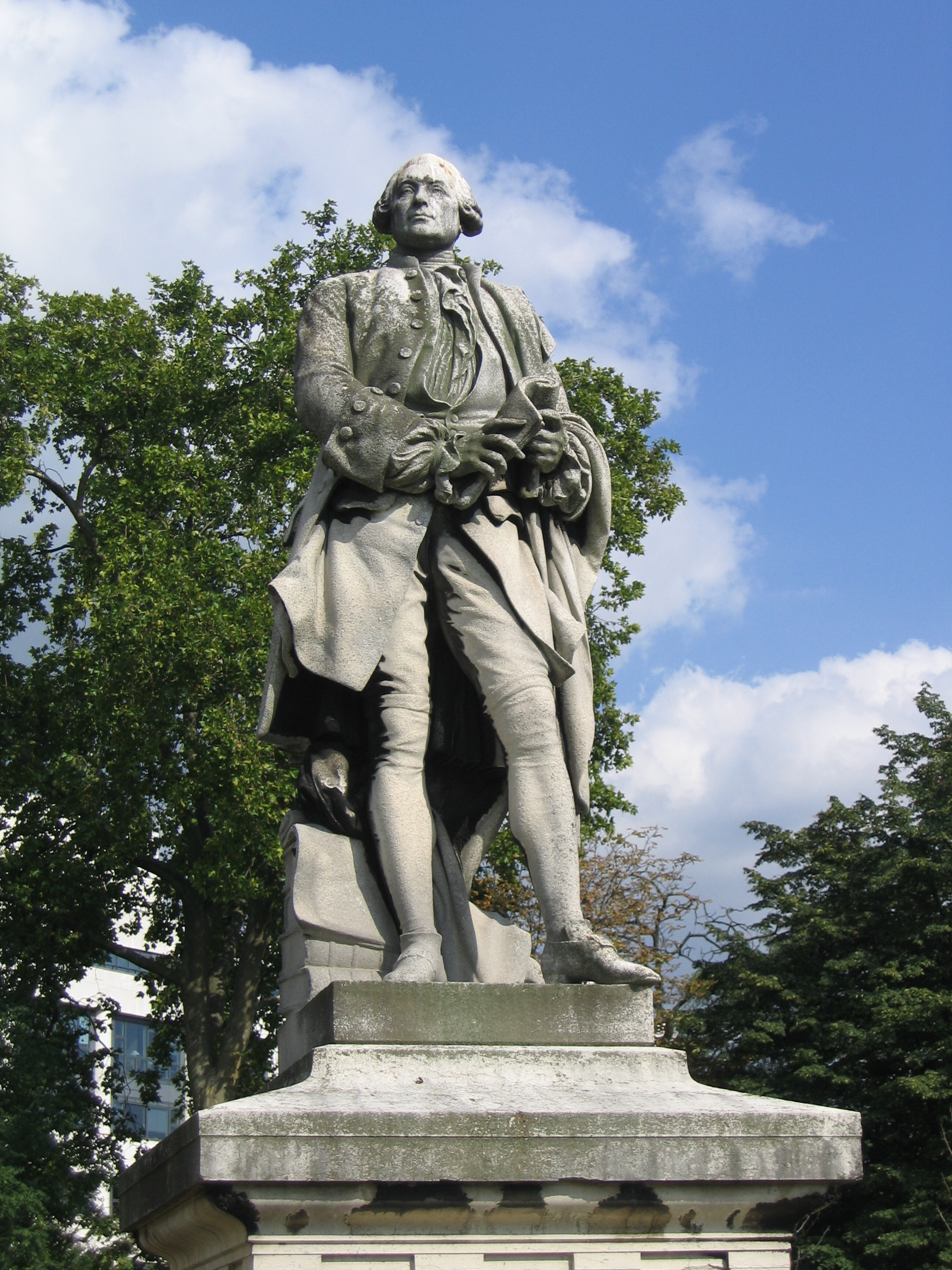
Statue Claude Bourgelats in Maisons-Alfort.

Bourgelats Biograf Marc Mammerickx sieht bereits in dem an eine Unterrichtssituation angelehnten dialogischen Frage- und Antwortstil der Elémens d’hippiatrique erste Ansätze für Bourgelats Plan, eine eigens auf den Unterricht in Tiermedizin spezialisierte Schule zu gründen. Erste Pläne zur Schaffung einer solchen Einrichtung hatte Bourgelat bereits ab 1750 in Lyon verfolgt, diese waren schließlich aber am Widerstand der dortigen Stadtverwaltung gescheitert. Gleichwohl war ein geregelter veterinärmedizinischer Unterricht für ganz Frankreich von wirtschaftlichem und militärischem Interesse. Vier Jahre vor Ende des Siebenjährigen Kriegs hatte Henri-Léonard Bertin das Amt des französischen Generalkontrolleurs der Finanzen übernommen. Er förderte die Ideen Bourgelats, weil er der Bekämpfung von Tierseuchen in der Rinder- und Pferdehaltung eine hohe ökonomische und zugleich – wie im Falle der für den Kriegseinsatz benötigten Pferde – politische Dimension beimaß. Insbesondere die Rinderpest führte im Europa des 18. Jahrhunderts zu großen Verlusten.

#### Lyon
Die tiermedizinische Schule von Lyon (ab 1764 École royale vétérinaire de Lyon) wurde als weltweit erste Einrichtung ihrer Art durch einen Erlass vom 4. August 1761 gegründet und sollte ihre Pforten am 1. Januar 1762 öffnen. Der erste Schüler stellte sich aber erst am 13. Februar 1762 ein. Angesiedelt war sie zunächst in den bescheidenen Räumlichkeiten der Hôtellerie de l’Abondance in einem Vorort von Lyon. Die Schüler waren in einem benachbarten Gasthof untergebracht, wo sie auch beköstigt wurden. Später wurden dann in der Schule selbst Schlafräume eingerichtet.
Während seiner Amtszeit kümmerte Bourgelat sich bis in die letzten Details um Fragen der Finanzierung und der Schuldisziplin und bemühte sich, auch ausländische Schüler an die Einrichtung zu holen. Zeit für eigenen Unterricht fand er dabei nur wenig. Abilgaard, ein dänischer Schüler, berichtete sogar, dass die Schüler bei der Behandlung von kranken Tieren weitgehend allein gelassen wurden.
Bei seinem Weggang nach Paris im Jahr 1765 wollte Bourgelat die tiermedizinische Schule von Lyon schließen, was aber am Widerstand Bertins scheiterte. Dies hielt Bourgelat allerdings nicht ab, seine besten Schüler und mit Honoré Fragonard sowie Philibert Chabert auch zwei der Lehrer nach Paris mitzunehmen. Im Jahr V der Französischen Republik (1796) wurde die Schule an ihren heutigen Ort in das Kloster Deux-Amants von Lyon umgesiedelt.

#### Alfort
Bourgelat verließ Lyon mit dem Plan, eine tiermedizinische Schule in Paris zu gründen. Im April 1765 kam er mit einer Auswahl seiner besten Schüler in der französischen Hauptstadt an. Die Gründung einer veterinärwissenschaftlichen Einrichtung in der Hauptstadt selbst scheiterte aber an dem Widerstand der Zunft der Pariser Hufschmiede. Deshalb fiel Bourgelats Wahl schließlich auf das vor den Toren der Stadt gelegene Landgut von Alfort, das er dem Baron de Bormes abkaufte.
Bourgelat übte die Leitung der École royale vétérinaire d’Alfort (heute École nationale vétérinaire d’Alfort) bis zu seinem Tod im Januar 1779 aus. Zwar trugen auch der für den Anatomieunterricht zuständige Fragonard und sein späterer Nachfolger Chabert offiziell den Titel von Direktoren, großen Einfluss billigte Bourgelat ihnen aber nicht zu. Eigenen Unterricht hielt Bourgelat nicht ab – wie sein Schüler Abilgaard berichtete, weil sich diese Tätigkeit nicht mit seinem mittlerweile hohen Rang vereinbaren ließ.
Im Jahr 1773 wurden mit der Berufung von Chabert als Inspecteur général des études und von Bourgelats Neffen Prost de Grange-Blanche als Inspecteur visiteur zwei neue Funktionen an der Schule geschaffen. Obwohl Bourgelat damit zum ersten Mal seine Verantwortung in Alfort mit Anderen teilte, blieb er in einer beherrschenden Machtposition, die er durch die Veröffentlichung seiner Règlemens pour les Écoles royales vétérinaires de France vier Jahre später weiter festigte.

#### Wirkung außerhalb Frankreichs
Die von Bourgelat in Frankreich geschaffenen Schulen waren die Initialzündung für den Aufbau weiterer veterinärmedizinischer Lehrstätten in Europa, wobei es sich bei deren Gründern häufig um Absolventen der Schulen von Lyon und Alfort handelt. So entstanden unter anderem Einrichtungen in Wien 1766, in Göttingen 1771, in Dresden 1774 und in Hannover 1778. Johann Georg Naumann und Georg Friedrich Sick, die Gründer der 1790 in Berlin entstandenen Einrichtung, hatten beide in Alfort studiert. Erster Professor der im selben Jahr in München gegründeten Thierarzney-Schule war Anton Will, der eine Zeit seines Studiums in Lyon verbracht hatte.
Weitere Wirkung in und außerhalb Frankreich entfaltete Bourgelat durch das zwei Jahre vor seinem Tod veröffentlichte Règlemens pour les Écoles royales vétérinaires de France (dt. Regeln für die königlichen Veterinärschulen von Frankreich). Von der Finanzierung der Schulen bis zur Aufrechterhaltung der Unterrichtsdisziplin beschreibt das Werk unterschiedliche Aspekte der tiermedizinischen Ausbildung. Die Règlemens erschienen nur in einer einzigen Ausgabe, dienten späteren Autoren aber immer wieder als Vorbild. Heute ist das Werk eine reiche Quelle zur Geschichte der ersten veterinärmedizinischen Schulen.

### Oberaufseher der königlichen Gestüte

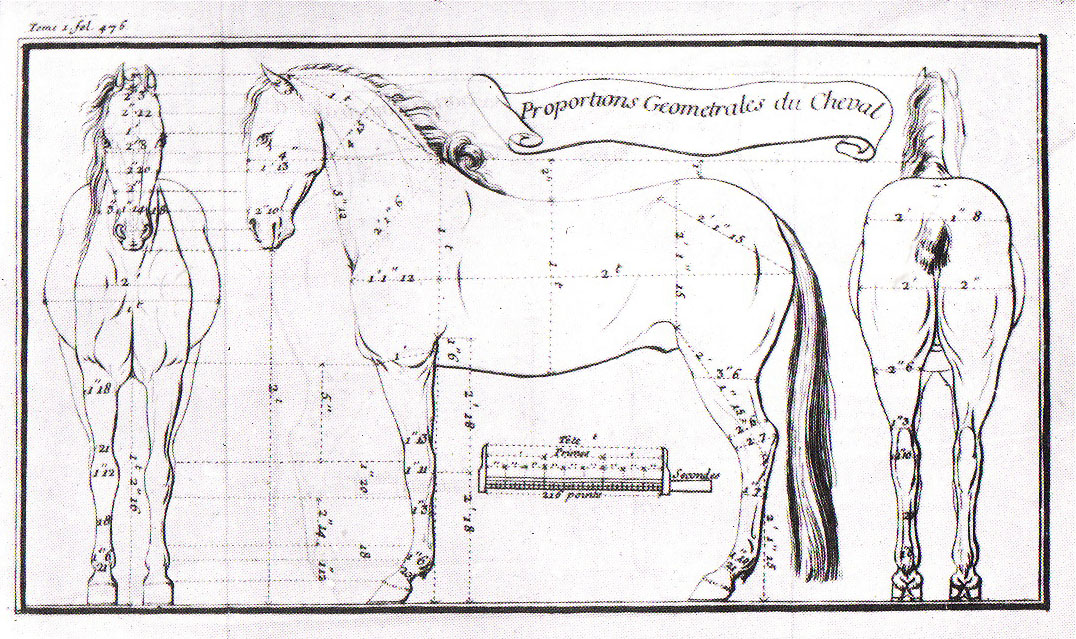
Idealtypische Darstellung eines Pferdes nach den Zuchtidealen Bourgelats. Proportions Géométrales du Cheval, Tafel aus dem ersten Band der Elémens d’hippiatrique.

Seit 1757 war Bourgelat als commissaire-inspecteur des haras in der Provinz Lyonnais für die Überwachung der königlichen Pferdezucht zuständig. Zu seinen Aufgaben gehörte dabei unter anderem, zweimal im Jahr die Deckhengste, Pferdemärkte und Gestüte seines Amtsbezirks zu überprüfen. Finanziell war dieses Amt durchaus lohnend, in seiner Bedeutung war es aber eher gering, da das Lyonnais zu den kleinsten Provinzen Frankreichs gehörte. Mit der am 2. Juni 1764 erfolgten Berufung auf den Posten eines commissaire général des haras du royaume, weitete sein Förderer Bertin Bourgelats Amtsgewalt – mit einigen Ausnahmen bereits vergebener Provinzen – auf das gesamte Königreich aus. Als Oberaufseher über die königlichen Gestüte war Bourgelat der höchste französische Beamte im Bereich der Pferdezucht. Ihm unterstanden die commissaires-inspecteurs der Provinzen, die ihm regelmäßig schriftlich Bericht zu erstatten hatten.
Diese Posten der Provinzinspekteure waren überaus begehrt und nicht selten von Vertretern angesehener französischer Adelsfamilien besetzt. Deshalb überraschte es nicht, dass Bourgelat bei seinem Amtsantritt auf Widerstand traf. In einem auf den 9. Dezember 1766 datierten Schreiben an Bertin fasste er seine Lage nüchtern zusammen:
| MM. Rougane et de Fontenay sont les deux seuls inspecteurs du royaume qui veuillent bien me faire l’honneur de me reconnoitre | Die Monsieurs Rougane und de Fontenay sind im Königreich die einzigen beiden Inspektoren, die mir die Ehre erweisen, sich zu mir zu bekennen. |

Schon drei Monate nach seiner Ernennung entsandte Bourgelat Beamte in die Provinzen, um die commissaires-inspecteurs zu kontrollieren. Seine an Bertin adressierten Auswahllisten führten nur Personen auf, deren Treue er sich absolut sicher war. Den commissaires-inspecteurs waren die neuen Kontrolleure ein Dorn im Auge, was Bourgelat aber nicht davon abhielt, das neue Amt dauerhaft zu etablieren.
Eine weitere Neuerung, die Bourgelat im Rahmen seines Amtes als Oberaufseher der königlichen Gestüte einführte, war die Gründung einer in Alfort angesiedelten Schule zur Ausbildung von commissaires-inspecteurs. Die Kurse begannen 1765 und brachten den zusätzlichen Vorteil mit sich, auch der tiermedizinischen Schule von Alfort mehr Schüler zuzuführen. Gleichzeitig erweiterte Bourgelat mit diesem Schritt aber auch seinen Einfluss, da er die neuen commissaires-inspecteurs ganz in seinem Sinne ausbilden ließ. Die folgsamsten unter den Schülern empfahl er anschließend an Bertin weiter, der vakante Posten in der Gestütsaufsicht mit ihnen besetzte.
Bourgelats Einfluss auf die Entwicklung der Pferdezucht in Frankreich blieb nicht ohne Kritik. Sein Zuchtideal war das Dressurpferd, das aus seiner Sicht die idealen Körperproportionen besaß. Um dieses Ideal zu erreichen, propagierte Bourgelat die verstärkte Einkreuzung von Vollblutarabern. Nach seinem Tod wurde er deshalb zum Hauptschuldigen für den Niedergang einheimischer französischer Pferderassen gemacht. Allerdings weist Mammerickx zu Bourgelats Entschuldigung darauf hin, dass dessen Positionen zuvor auch schon von Jacques de Solleysel und dem 1. Herzog von Newcastle vertreten worden waren.

### Einkünfte, Krankheit und Tod
Gemessen an der Höhe der aus ihnen gewonnenen Einkünfte war der Posten des commissaire général des haras du royaume von allen Ämtern Bourgelats das wichtigste. Er erhielt einen Lohn von 11.000 Livres und verfügte darüber hinaus über eine königliche Kutsche, einen Kutscher, einen Postillon und einen Sekretär. Bourgelats Einkünfte während seiner Zeit in Paris werden auf eine jährliche Gesamtsumme von rund 30.000 Livres geschätzt. Dagegen verdiente keiner der Lehrer in Alfort mehr als 1.500 Livres und so wundert es kaum, dass Bourgelat von einigen seiner Zeitgenossen als habgierig wahrgenommen wurde.
Aus Bourgelats Briefen geht hervor, dass er häufig krank war. Eine Gichterkrankung hatte zur Folge, dass er seine rechte Hand und seine Füße über Tage und Wochen nicht bewegen konnte. Zwischen April und Juli 1763 diktierte er deshalb seine gesamte Korrespondenz und setzte anschließend nur seine Unterschrift unter die Briefe. Bourgelats Klage, er könne Füße und rechte Hand schon seit zwei Jahren nicht mehr bewegen, wurde allerdings von Mammerickx als maßlose Übertreibung entlarvt. Alle Schreiben aus den Jahren 1761 und 1762 stammen eindeutig von seiner Hand.
Ende Dezember 1778 verschlechterte sich der Gesundheitszustand Bourgelats rapide. Er starb am 3. Januar 1779 im Alter von 66 Jahren. Die Lage seines Grabes ist heute unbekannt.

## Verzeichnis der eigenständigen Schriften und ihrer Nachdrucke

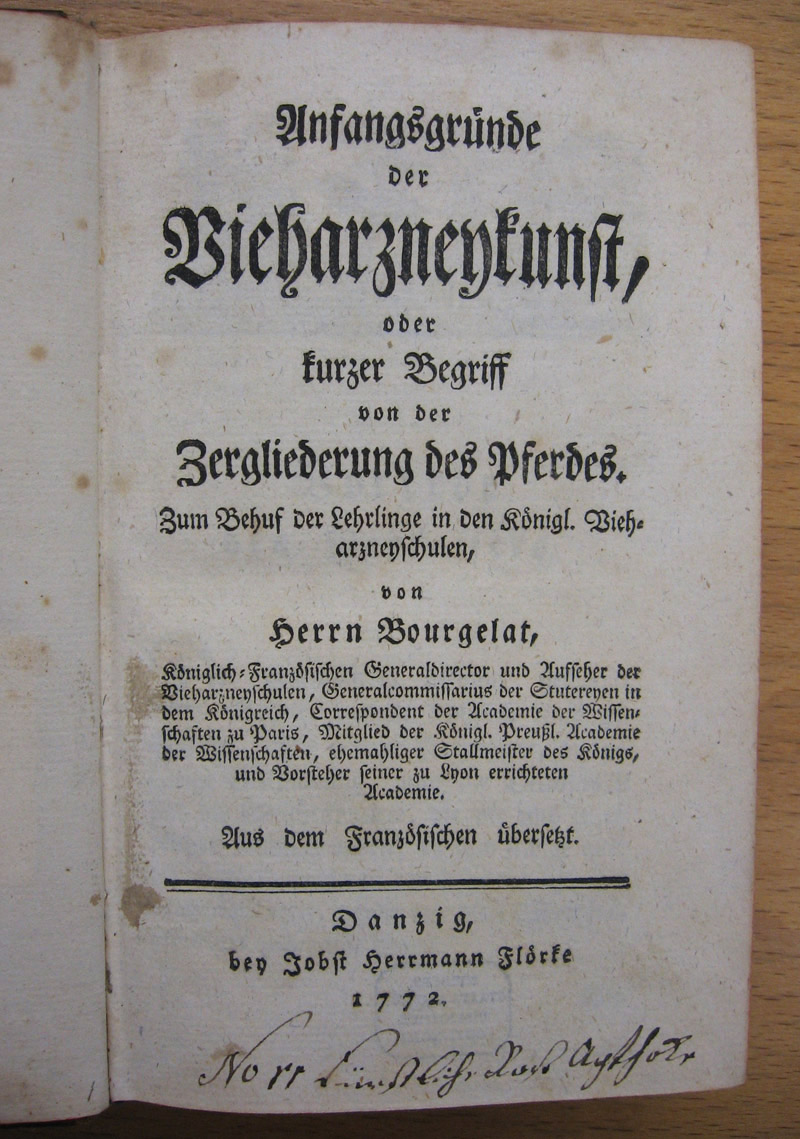
Bourgelats Werke wurden in eine Reihe anderer Sprachen übersetzt. Hier: Titelseite von Anfangsgründe der Vieharzneykunst (Originaltitel: Précis anatomique du Corps du cheval), Danzig 1772

- Le nouveau Newcastle, ou, Nouveau traité de cavalerie, geometrique, théorique et pratique, Lausanne und Genf 1744 (ohne Nennung des Autors), Paris 21747, Lyon 31771, englisch in der Übersetzung von Richard Berrenger als A New System of Horsemanship … London 1754, spanisch in der Übersetzung von Don Francisco Layglesia als El Nuevo Newcastle … Madrid 1801.
- Elémens d’hippiatrique ou nouveaux principes sur la connoissance et sur la médicine des chevaux, Band 1: Tome premier, contenant la connoissance du cheval considéré extérieurement, et un traité théorique et pratique sur la ferrure, Lyon 1750, Band 2,1: Tome second, première partie, contenant un abbrégé hypostéologique, myologique et angéïologique, Lyon 1751, Band 2,2: Tome second, seconde partie, contenant un précis anatomique de la tête et de la poitrine du Cheval, Lyon 1753, englische Übersetzung der Bände durch Richard Berenger, London 1754, London 21771 (zwei Bände, ergänzt um die Reitkunst Xenophons).
- Art vétérinaire ou médecine des animaux, Lyon ohne Jahr und Nennung des Autors (wohl 1761 oder 1762), Paris 21767.
- Matière Médicale raisonnée ou Précis des Médicamens considérés dans leurs effets …, Lyon 1765, Lyon 21771 (nicht als zweite Auflage gekennzeichnet), Paris 31793, Paris 4IX (1800), Paris XIII (1805) und 1808, italienisch in der Übersetzung von Jacopo Odoardi in Opere veterinarie del sig. Bourgelat Belluno 1776–1779, spanisch in der Übersetzung von S. Malats und H. Estevez als Teil von Elementos de veterinaria Madrid 1793–1800, deutsch als Lehrbegriff der medicinischen Materie, oder Beschreibung der Arzneien nach ihren Wirkungen Leipzig 1766, Danzig 1782.
- Précis anatomique du Corps du cheval, Paris 1766–1769 (unter dem Titel Élémens de l’Art vétérinair. Zootomie ou anatomie comparée à l’usage des Élèves des Écoles vétérinaires), Paris 1769 (Nachdruck der ersten Auflage unter verändertem Titel), Paris 21791–1793 (korrigierte und erweiterte Neuauflage), Paris 3VI und VII (1797 und 1798), Paris 41807, Paris 51808, Paris 61808, deutsch als Anfangsgründe der Vieharzneykunst, oder kurzer Begriff von der Zergliederung des Pferdes Danzig 1772, italienisch in der Übersetzung von Jacopo Odoardi in Opere veterinarie del sig. Bourgelat Belluno 1776–1779, spanisch in der Übersetzung von S. Malats und H. Estevez als Teil von Elementos de veterinaria Madrid 1793–1800.
- Traité de la conformation extérieure du cheval, Paris 1768–1769, Paris 21775, Paris 31785 (nicht als dritte Auflage gekennzeichnet), Paris 41797 (durchgesehen, korrigiert und erweitert), Paris 5XI (1803), Paris 61808, Paris 81832, italienisch in der Übersetzung von Jacopo Odoardi als dritter Band von Opere veterinarie del sig. Bourgelat Belluno 1777, deutsch in der Übersetzung von Joh. Knobloch als Herrn Bourgelat’s Anweisung zur Kenntniss und Behandlung der Pferde Prag und Leipzig 1789–1790, spanisch in der Übersetzung von Hipolito Estevez als Elementos de veterinaria. Exterior del Caballo (Bände 5 und 6) Madrid 1794. Darüber hinaus existiert eine Übersetzung ins Niederländische, die Mammerickx nicht zweifelsfrei nachweisen konnte.
- Essai sur les appareils et sur les bandages, Paris 1770, Paris 21813, italienisch in der Übersetzung von Jacopo Odoardi in Opere veterinarie del sig. Bourgelat Belluno 1777, deutsch als Versuch über die Bandagen, und die bei den äusserlichen Krankheiten der Pferd und der vierfüßigen Thiere überhaupt schicklichsten chirurgischen Vorrichtungen … Berlin 1801 (siehe dazu die Rezension in der Allgemeinen Literatur-Zeitung 4 (1803), S. 117–119, online abrufbar über den Digitalisierungsserver der Thüringischen Universitäts- und Landesbibliothek Jena).
- Essai théorique et pratique sur la ferrure, Paris 1771, Paris 2XII (1804), Paris 31813, italienisch in der Übersetzung von Jacopo Odoardi als Opere veterinarie del sig. Bourgelat … Saggio teorico e pratico sulla ferratura Belluno 1777.
- Règlemens pour les Écoles royales vétérinaires de France, Paris 1777

Über die genannten Werke hinaus existieren weitere Schriften, die Bourgelat zugeschrieben werden und die hier nicht aufgenommen wurden. Einige davon sind nur in Form von Übersetzungen in andere Sprachen überliefert. Einen vollständigen Überblick über Bourgelats Werke auf dem Stand des Jahres 1971 gibt Mammerickx, Claude Bourgelat, S. 65–105. Jeder der dortigen Einträge ist ausführlich kommentiert.

### Darstellungen
- Hugues Plaideux: La descendance de Claude Bourgelat, in: Bulletin de la Société française d’histoire de la médecine et des sciences vétérinaires 12 (2012) S. 161–176 (online).
- Hugues Plaideux: L’inventaire après décès de Claude Bourgelat, in: Bulletin de la Société française d’histoire de la médecine et des sciences vétérinaires 10 (2010), S. 125–158 (online).
- Bourgelat, Claude, in: Frank Arthur Kafker: The Encyclopedists as individuals: a biographical dictionary of the authors of the Encyclopédie, Oxford 1988, ISBN 0-7294-0368-8, S. 67–71 (dort auch Hinweise auf weiterführende Literatur).
- Marc Mammerickx: Claude Bourgelat: avocat des vétérinaires, Bruxelles 1971.
- Richard Tagand: Claude Bourgelat, écuyer lyonnais, 1712–1779, in: Revue de médecine vétérinaire, 1959, S. 888–897.
- Alcide Railliet, Léon Moulé: Histoire de l’École d’Alfort, Paris 1908 (online bei der Bibliothèque Interuniversitaire de Médecine, Paris).
- Louis Furcy Grognier: Notice historique et raisonnée sur C. Bourgelat, Fondateur des écoles vétérinaires; ou l’on trouve un aperçu statistique sur ces établissemens, Paris [u. a.] 1805.